# We Are the Night
We Are the Night (Somos la noche) es el sexto álbum de estudio del dúo de música electrónica The Chemical Brothers. El álbum se programó para su lanzamiento el 2 de julio de 2007 en el Reino Unido y el 17 de julio de 2007 en los Estados Unidos. El disco entró en el UK Albums Chart en el número 1. También debutó en el número 65 en el Billboard 200. Además la canción "Do It Again" fue utilizada para el comercial del perfume masculino de Paco Rabanne, 1 Million.
Se utiliza en todo el álbum la técnica de muestreo de viejos sonidos que The Chemical Brothers ha utilizado en otros álbumes. Por ejemplo la canción "We Are the Night" utiliza una muestra directa de "The Sunshine Underground" de Surrender.

## Lista de canciones
1. “No Path to Follow” (featuring Willy Mason)– 1:04
2. “We Are the Night” – 6:33
3. “All Rights Reversed” (featuring Klaxons & Lightspeed Champion) – 4:42
4. “Saturate” – 4:49
5. “Do It Again” (featuring Ali Love)– 5:33
6. “Das Spiegel” – 5:51
7. “The Salmon Dance” (featuring Fatlip) – 3:40
8. “Burst Generator” – 6:52
9. “A Modern Midnight Conversation” – 5:56
10. “Battle Scars” (featuring Willy Mason) – 5:50
11. “Harpoons” – 2:25
12. “The Pills Won't Help You Now” (featuring Midlake) – 6:35